# EC 1.9.6
La EC 1.9.6 è una sotto-sottoclasse della classificazione EC relativa agli enzimi. Si tratta di una sottoclasse delle ossidoreduttasi che include enzimi che utilizzano un gruppo eme come donatore di elettroni ed un gruppo azotato come accettore.

## Enzimi appartenenti alla sotto-sottoclasse
| numero EC  | nome accettato                |
| ---------- | ----------------------------- |
| EC 1.9.6.1 | nitrato reduttasi (citocromo) |